# Paskha

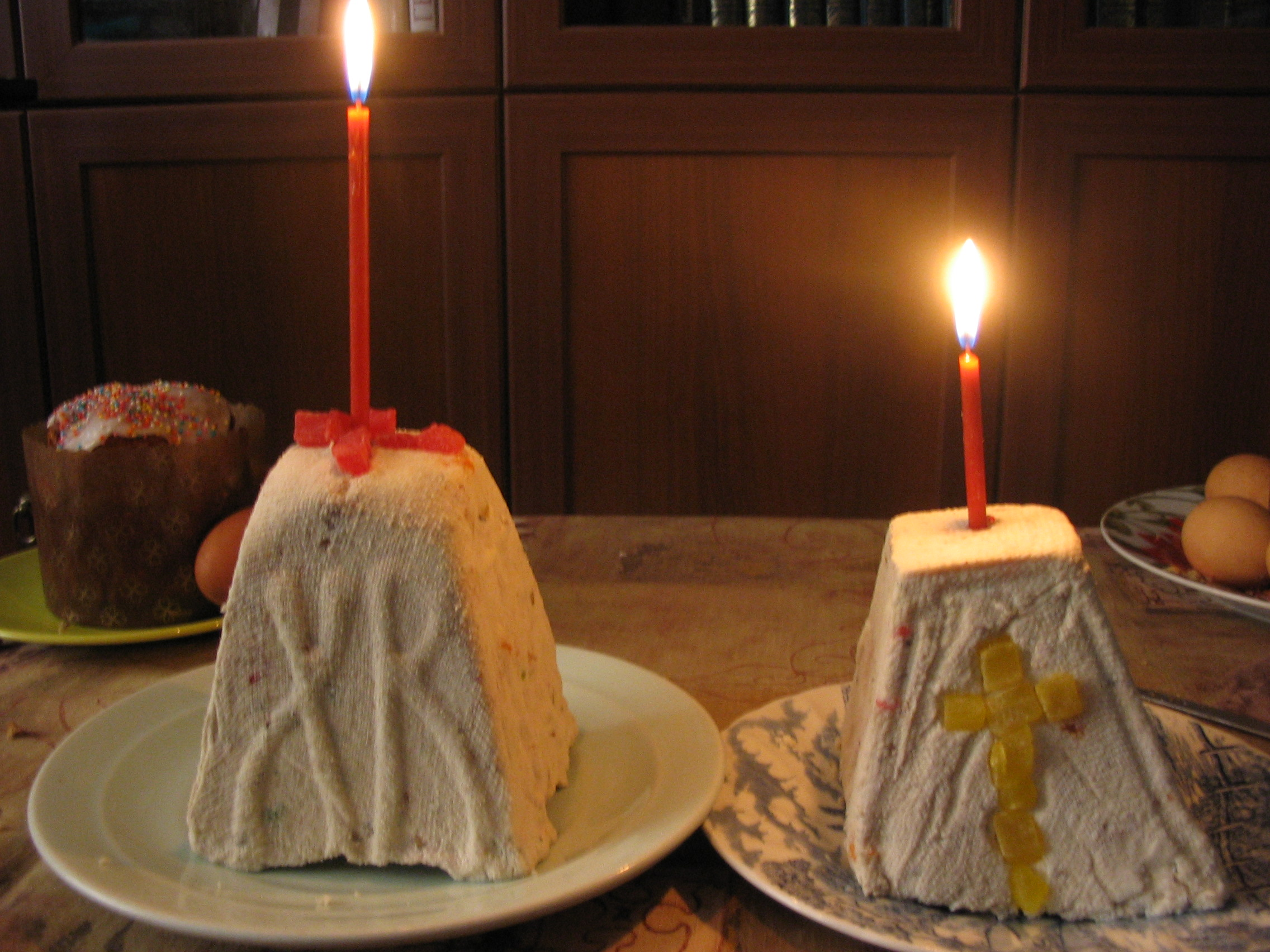
Duas paskhas tradicionais de coalhada russa

Paskha (também grafado пасха, paska, pasca and pascha) é um doce de queijo em forma de pirâmide preparado em muitos países da Europa de Leste para a Páscoa, na tradição da Igreja Ortodoxa. É muitas vezes servido com kulich, um outro doce típico da ocasião.

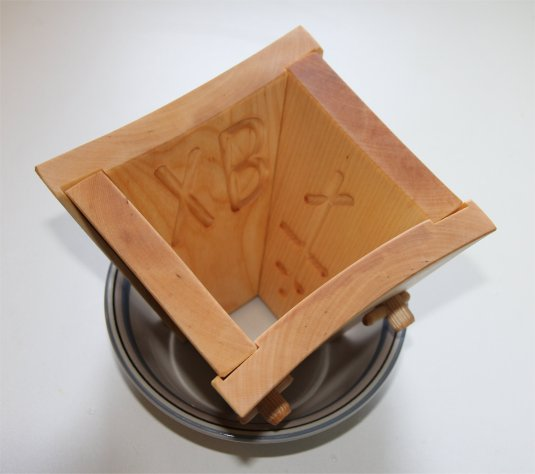
Molde para paskha

O queijo usado nesta preparação é um tipo de queijo fresco, chamado tvorog em russo ou quark em alemão, que é deixado a dessorar durante a noite e moído num passador no dia seguinte, para ficar mais leve. O queijo mistura-se com manteiga, açúcar, gemas de ovos, nata, amêndoas moídas, raspa de casca de limão e baunilha. Coloca-se a mistura numa forma própria, chamada pasotchnitza (пасочница, em russo), enchendo bem, põe-se uma tampa com um peso e deixa-se dentro duma vasilha na geleira (para o caso de sair algum líquido) durante pelo menos 12 horas. O paskha é tradicionalmente decorado com as letras gregas "Chi-Ro" (XP), a cruz ortodoxa e as letras cirílicas XB, iniciais de Христосъ Воскресe ou "Cristo ressuscitou". Muitas formas têm já gravações para estes símbolos. Por fora, pode decorar-se com passas de uva, fruta cristalizada, nozes ou mesmo flores.
Existe uma versão cozida, em que se aquece em banho-maria a mistura de ovos, açúcar, nata e baunilha, até ficar num creme espesso; então mistura-se o resto dos ingredientes e enforma-se.